# Ndrangani
Ndrangani  ist ein Ort auf der Insel Anjouan im Inselstaat Komoren im Indischen Ozean. 

## Geographie
Ndrangani liegt in der Nähe von Hajoho an der Nordostküste der Insel in einer Bucht.
In der Nähe münden die Fiumaras Chirontsini und Bouéni ins Meer.